# AMC Eagle
Der AMC Eagle ist ein Crossover-Fahrzeug der American Motors Corporation und wurde von August 1979 bis Dezember 1987 produziert. Im letzten Jahr wurden unter dem Namen Eagle Wagon ausschließlich Kombis gebaut.
Der AMC Eagle ist eine Mischung aus Geländewagen und Straßenfahrzeug. Als sogenanntes Crossover-Fahrzeug ist er der Kategorie der SUV (nach heutigem Gebrauch im deutschen Sprachraum) einzuordnen. Die Karosserie stammt im Wesentlichen von einem normalen Straßenfahrzeug, ist jedoch höher gelegt und mit einem Allradantrieb ergänzt.
Beim, bereits aus Jeep-Modellen der 1970er Jahre bekannten, „Quadra Trac“-Antriebskonzept teilt das Verteilergetriebe die Kraft automatisch zwischen Vorder- und Hinterachse auf.
Gebaut wurde er bis Ende 1980 im American-Motors-Werk in Kenosha. Anfang 1981 wurde die Produktion nach Brampton in Kanada verlegt.

## Karosserievarianten
Der AMC Eagle wurde in folgenden Karosserievarianten angeboten:
- Viertürige Stufenhecklimousine (1979–1986)
- Fünftüriger Kombi (1979–1987)
- Zweitüriges Coupé mit Stufenheck (1979–1983)
- Dreitüriges Coupé mit Schrägheck (SX/4; 1981–1983)
- Dreitüriges Coupé mit Steilheck (Kammback; 1981–1982)

Die dreitürigen Fließ- und Steilheckcoupés basierten auf dem 1978 vorgestellten AMC Spirit, dem Nachfolger des AMC Gremlin, die größeren Stufenheckmodelle und der Kombi auf dem AMC Concord, der etwa gleichzeitig den 1969 eingeführten AMC Hornet ersetzt hatte.
1981 wurden durch die Firma Griffith unter der Bezeichnung Eagle Sundancer einige Exemplare eines Cabriolets gefertigt.
Die Fahrzeuge waren bei einem Radstand von 2775 mm 4674 mm lang, 1803 mm breit und 1400 mm hoch. Der SX/4 war wesentlich kürzer. Hier betrugen die Maße 2470 mm Radstand, 4181 mm Länge, 1854 mm Breite und 1397 mm Höhe.
Vom Eagle entstanden in allen Varianten insgesamt 191.709 Exemplare, die fast alle mit dem 4,2-Liter-Sechszylindermotor ausgerüstet waren.
1987 übernahm Chrysler AMC, aber die Produktion des Eagle wurde noch bis 1988 fortgeführt. Der Modellname Eagle wurde nun zu einer eigenen neuen Marke der Chrysler Corporation (siehe Eagle). Die Bezeichnung des Wagens wurde daraufhin offiziell von AMC Eagle in Eagle Wagon geändert, aber alle AMC-Embleme und Baupläne wurden übernommen.

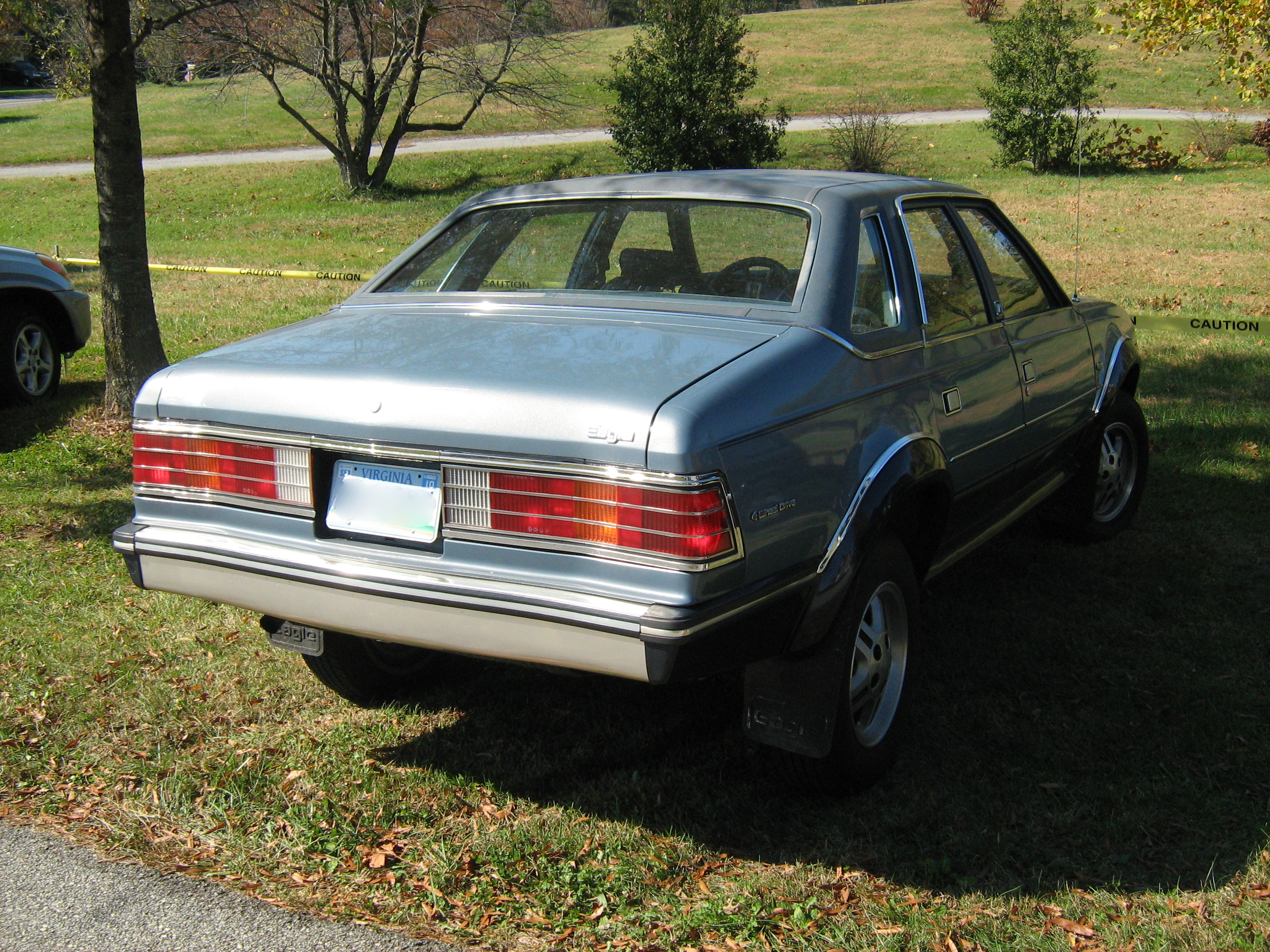
AMC Eagle Sedan (1979–1986)
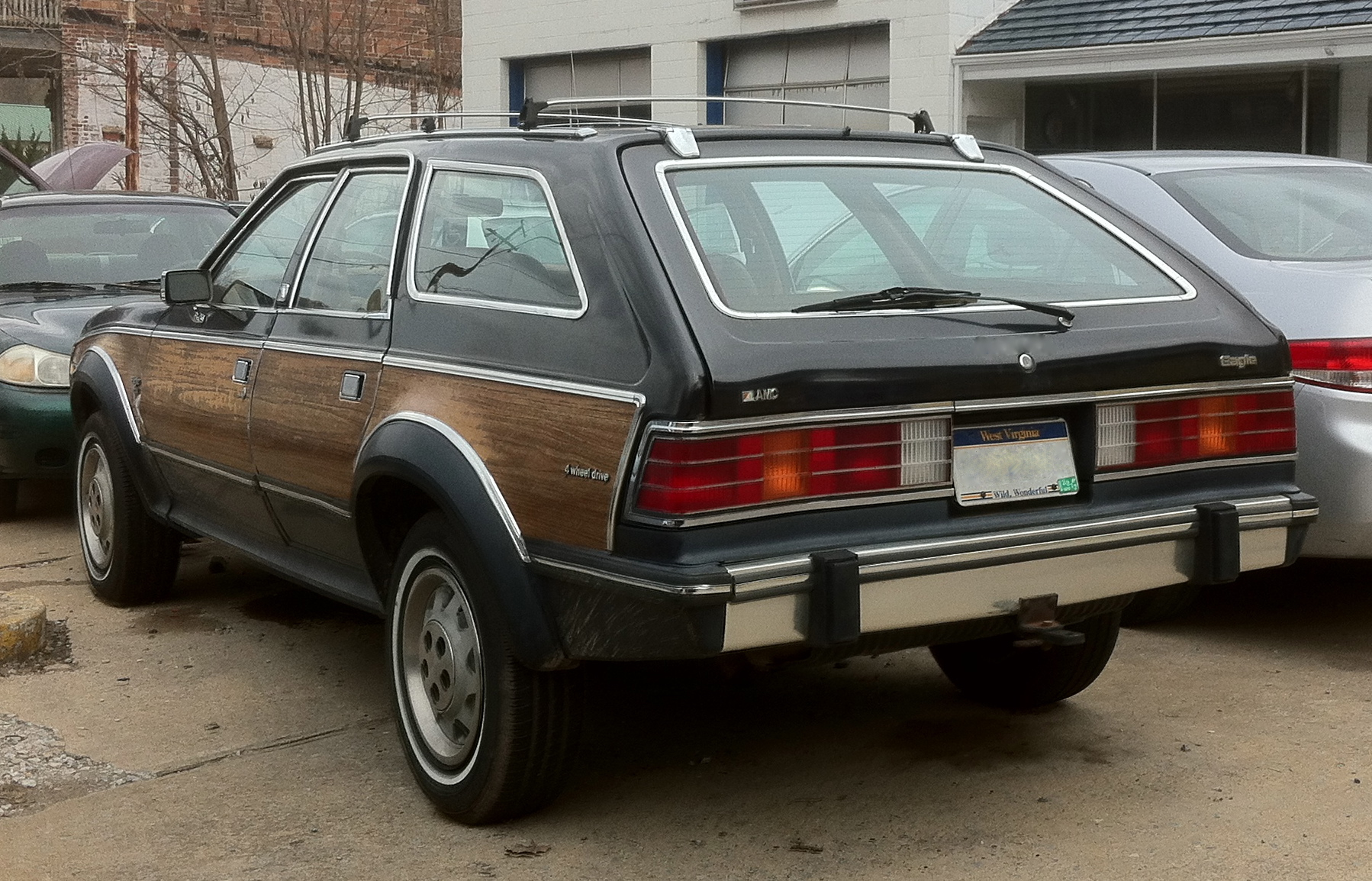
AMC Eagle Wagon (1979–1987)
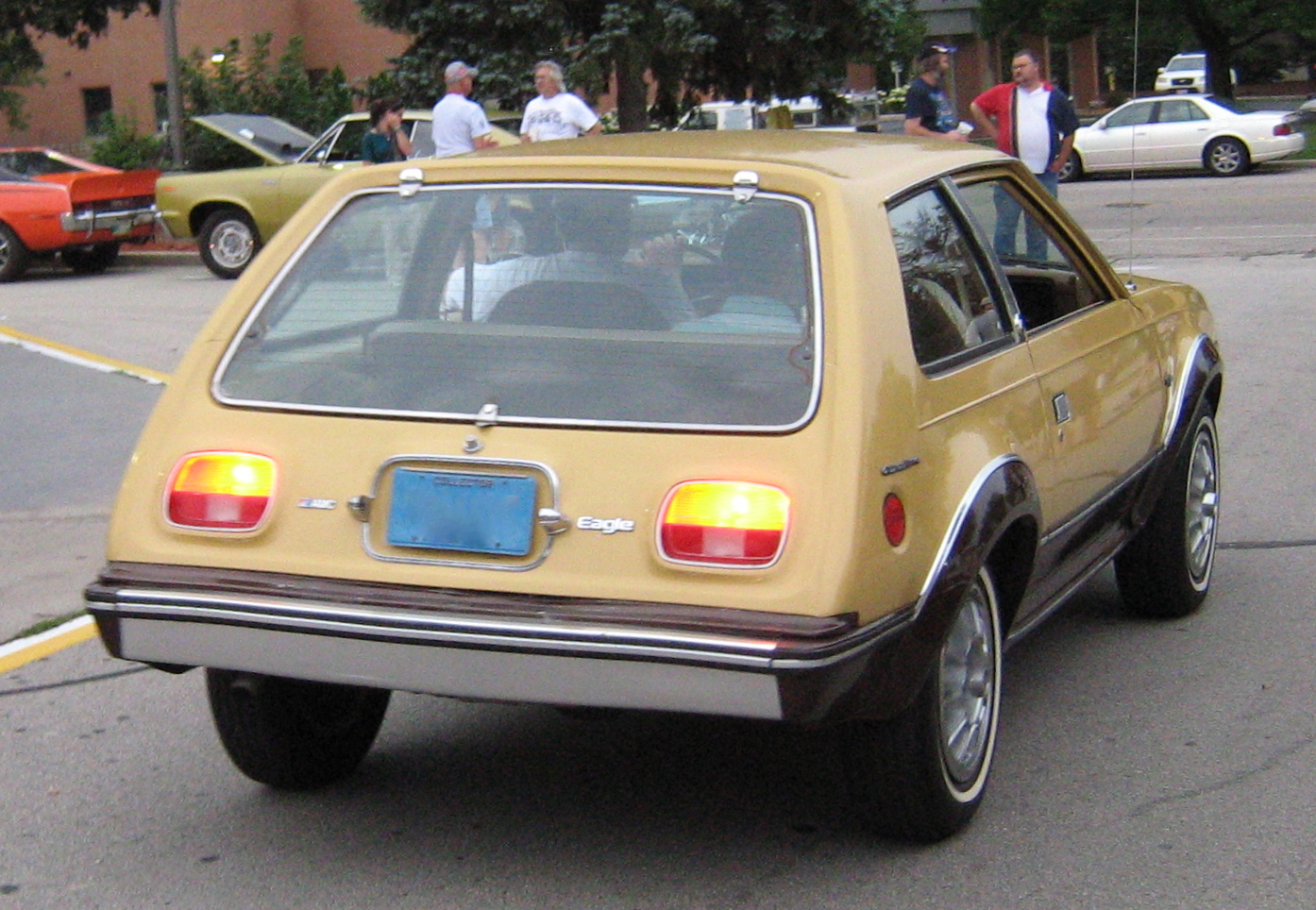
AMC Eagle Kammback (1981–1982)
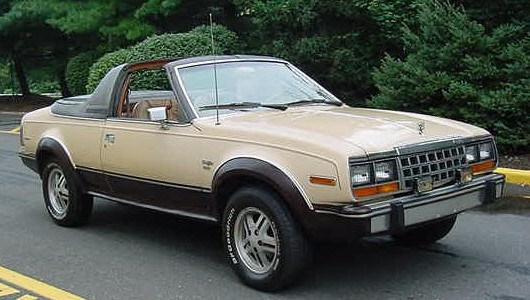
AMC Eagle Sundancer (1981)
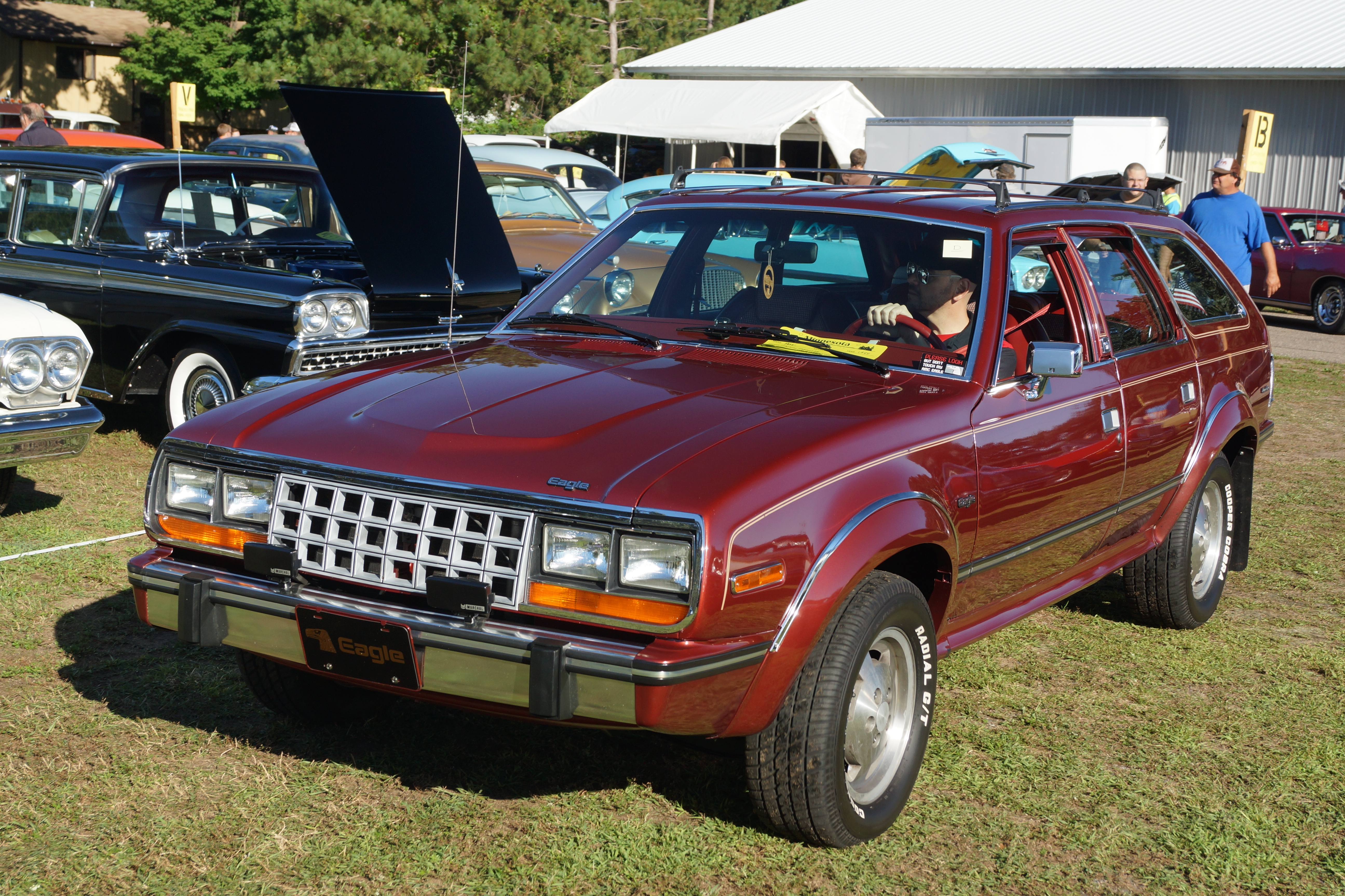
Eagle Wagon (1987)

## Antrieb
Bei seiner Vorstellung im Jahr 1979 war der AMC Eagle mit einem permanenten Allradantrieb ausgestattet. 1982 wurde dieser durch einen zuschaltbaren Allradantrieb ersetzt. Diese Umschaltmöglichkeit wurde als „Select-Drive“ bezeichnet.

## Motorisierung
Zwei Motoren standen zur Wahl: ein  von Pontiac produzierter 2,5-Liter-Vierzylinder und der 4,2-Liter-Reihen-Sechszylinder von AMC.
| Motor             | Hubraum  | Leistung       | max. Drehmoment     | Bohrung × Hub   | Verdichtung |
| ----------------- | -------- | -------------- | ------------------- | --------------- | ----------- |
| 2,5 l-Reihenmotor | 2477 cm³ | 68 kW (92 PS)  | 167 Nm bei 2800/min | 101,6 × 76,2 mm | 8,2:1       |
| 4,2 l-Reihenmotor | 4229 cm³ | 87 kW (118 PS) | 285 Nm bei 1800/min | 95,3 × 99,1 mm  | 8,6:1       |

### Fahrleistungen und Verbrauch
Die Daten des AMC Eagle SX/4:
| Motor | Höchstgeschwindigkeit | Beschleunigung 0 bis 100 km/h | Verbrauch pro 100 km |
| ----- | --------------------- | ----------------------------- | -------------------- |
| 2,5 l | 150 km/h              | 15,5 s                        | 13,6 Liter           |
| 4,2 l | 160 km/h              | 14,8 s                        | 14,1 Liter           |

Die Fahrleistungen der Limousine und des Kombis waren, bedingt durch das höhere Gewicht, dementsprechend geringer.